# Max Schuchart
Max Schuchart, MBE (Rotterdam, 16 augustus 1920 - Den Haag, 25 februari 2005) was een Nederlandse dichter, literatuurcriticus, journalist en vertaler. Ook was hij redacteur van het tijdschrift Proloog en van het Handelsblad. Hij werkte ook onder het pseudoniem Max Lowland.
Max Schuchart was vooral bekend dankzij zijn vertaling als In de Ban van de Ring van The Lord of the Rings van J.R.R. Tolkien. Deze vertaling, die in 1957 voor het eerst verscheen, was de allereerste vertaling ter wereld van dit boek. Voor deze vertaling kreeg hij de Martinus Nijhoffprijs. In 1996 heeft hij de Nederlandse vertaling herzien, waarna deze in 1997 werd uitgebracht.
Ook verschillende andere werken van Tolkien werden door Schuchart vertaald, zoals De Hobbit (eerste Nederlandse uitgave 1960), De avonturen van Tom Bombadil (1975), Brieven van de Kerstman (1976), Boer Gilles van Ham (1977), Roverandom (2002) en De Silmarillion (1977). Daarnaast vertaalde hij de Brieven van Tolkien (1982), diens biografie door Humphrey Carpenter (1978) en het Tolkienlexicon van J.E. Tyler (1980/2002)
In 1978 werd hij door de Britse koningin onderscheiden met een benoeming tot Lid in de Orde van het Britse Rijk voor 29 jaar trouwe dienst aan de Britse Ambassade in Den Haag, waar hij als persattaché werkzaam was. Ten tijde van zijn onderscheiding was hij met zijn vrouw Norma reeds verhuisd naar Alpheton in Suffolk, Engeland.
Andere belangrijke auteurs waarvan hij boeken vertaalde zijn: Richard Adams, Daniel Defoe, Stephen R. Donaldson, Lord Dunsany, Terry Goodkind, D.H. Lawrence, C.S. Lewis, Salman Rushdie, J.D. Salinger, Dylan Thomas, T. H. White, John Masefield en Oscar Wilde.

## Werken
- 1943: Zwarte verzen
- 1945: A.B.C. for soldiers on leave (Max Lowland is pseudoniem)
- 1945: Verboden nadruk
- 1945: Sprekend mijzelf
- 1946: Vice Versa (sonnetten, met Eric van der Steen)
- 1964: Tijd van leven
- 1983: Tolkien: In de ban van zijn werk